# Tolyphus granulatus
Tolyphus granulatus é uma espécie de insetos coleópteros polífagos pertencente à família Phalacridae.
A autoridade científica da espécie é Guérin-Méneville, tendo sido descrita no ano de 1834.
Trata-se de uma espécie presente no território português.